# Antonio Alonso Baños
Antonio Alonso Baños (París, 30 de novembre de 1987) fou un advocat i polític espanyol. Durant els anys 1950 es donà a conèixer com advocat oposat al franquisme, raó per la qual el 1960 hagué d'exiliar-se a París, on treballà com a professor de castellà a La Sorbonne. Alhora, contactà amb el govern de la República espanyola en l'exili i fou nomenat ministre de justícia en el gabinet republicà a l'exili de Emilio Herrera Linares (1960-1962) i en el darrer govern de Fernando Valera Aparicio (1971-1977).
Se'l considera un dels principals organitzador el juny de 1962 del IV Congrés del Moviment Europeu a Múnic (conegut despectivament per la propaganda franquista com a Contuberni de Múnic). Col·laborà també amb premsa republicana exiliada a París i Mèxic, així com als diaris Le Monde i El País.